# Косколь (Айыртауский район)
Косколь (каз. Қоскөл) — село в Айыртауском районе Северо-Казахстанской области Казахстана. Входит в состав Каратальского сельского округа. Код КАТО — 593246500.

## Население
В 1999 году население села составляло 137 человек (70 мужчин и 67 женщин). По данным переписи 2009 года, в селе проживало 74 человека (40 мужчин и 34 женщины).